# Liste der Auslandsvertretungen Togos

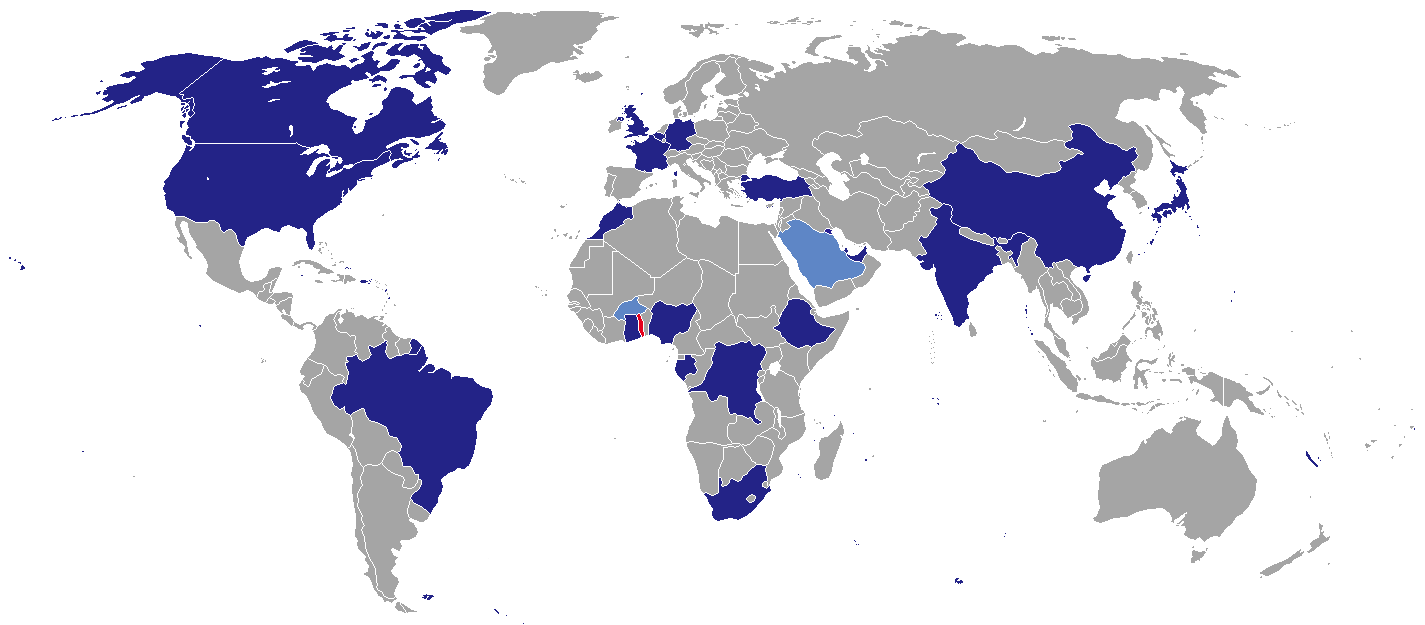
Standorte der diplomatischen Vertretungen Togos

Dies ist eine Liste der diplomatischen und konsularischen Vertretungen Togos.

## Diplomatische und konsularische Vertretungen

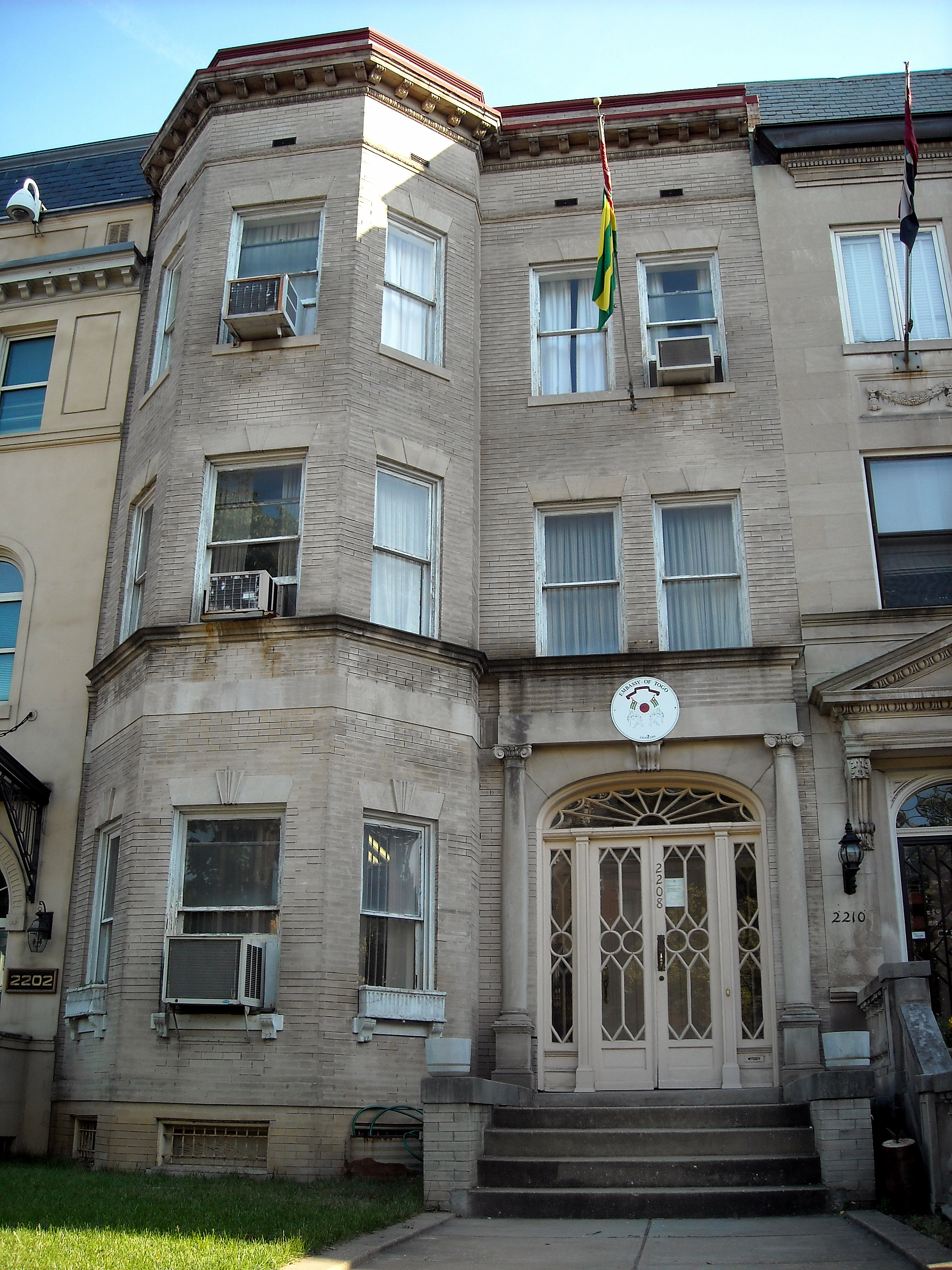
Botschaft von Togo in Washington, D.C.

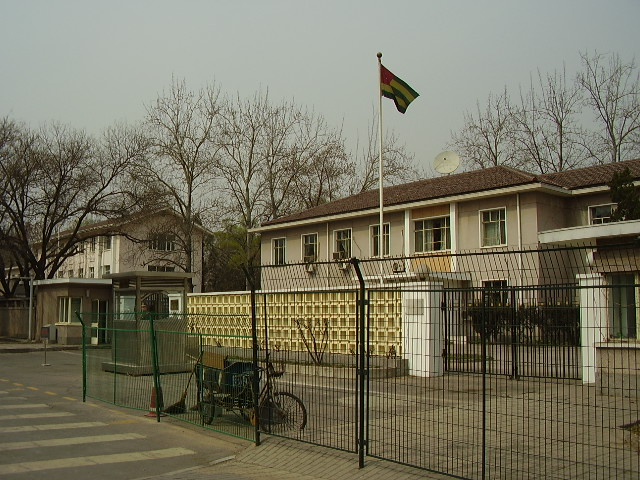
Botschaft von Togo in Peking

### Afrika
| - Äthiopien: Addis Abeba, Botschaft - Demokratische Republik Kongo: Kinshasa, Botschaft - Gabun: Libreville, Botschaft - Ghana: Accra, Botschaft | - Marokko: Rabat, Botschaft - Libyen: Tripolis, Botschaft - Nigeria: Abuja, Botschaft - Südafrika: Pretoria, Botschaft |

### Asien
| - Volksrepublik China: Peking, Botschaft - Indien: Neu-Delhi, Botschaft - Japan: Tokio, Botschaft | - Kuwait: Kuwait, Botschaft - Saudi-Arabien: Djeddah, Generalkonsulat - Türkei: Ankara, Botschaft |

### Europa
- Belgien: Brüssel, Botschaft
- Deutschland: Berlin, Botschaft
- Frankreich: Paris, Botschaft
- Vereinigtes Königreich: London, Botschaft

### Nordamerika
- Kanada: Ottawa, Botschaft
- Vereinigte Staaten: Washington, D.C., Botschaft

### Südamerika
- Brasilien: Brasilia, Botschaft

## Vertretungen bei internationalen Organisationen
- Vereinte Nationen: New York, Ständige Mission